# 舍夫琴科 (沃茲涅先斯克區)
47°34′4″N 31°38′52″E / 47.56778°N 31.64778°E
舍夫琴科（烏克蘭語：Шевченко），是烏克蘭的村落，位於該國南部尼古拉耶夫州，由沃茲涅先斯克區負責管轄，始建於1921年，面積1.1平方公里，海拔高度103米，2001年人口345，人口密度每平方公里312.5人。